# サン＝ジル (ベルギー)
サン＝ジル（仏: Saint-Gilles [sɛ̃ ʒil] ( 音声ファイル))、シント＝ヒリス (蘭: Sint-Gillis [sɪntˈxɪlɪs] ( 音声ファイル))）は、ベルギーのブリュッセル首都圏地域に位置する19の基礎自治体の一つ。様々な異なる人々に起因する多文化的都市である。例えば中央広場では、ポルトガル系住民の年中行事であるフェスティバルが開かれる。住宅も、北部のブリュッセル南駅周辺の半分壊れかけた賃貸住宅から、南部のイクルやイクセルとの境界付近にある上流階級の住宅まで、多様である。サン＝ジルは、ブリュッセルにおける芸術や学生街の中心地としても知られている。また、スタッド・ジョゼフ・マリアンをホームスタジアムとしているロイヤル・ユニオン・サン＝ジロワーズが本拠地を置く。

## 姉妹都市
- フランス ピュトー
- イタリア ヴェッレトリ
- ドイツ オッフェンバッハ・アム・マイン
- ルクセンブルク エシュ＝シュル＝アルゼット
- イギリス タワー・ハムレット
- オランダ ティルブルフ
- セルビア ゼムン
- オーストリア メードリング
- スイス シャフハウゼン

## 出身人物
- マルセル・ブロータス - 詩人、映像作家